# Vlatko Marković
Vlatko Marković (Bugojno, Bosnia y Herzegovina; 1 de enero de 1937 - Zagreb, Croacia, 23 de septiembre de 2013) fue un jugador de fútbol, entrenador de fútbol, y presidente de la Federación Croata de Fútbol.
Nació en Bugojno el 1 de enero de 1937. En 1945, sus tíos murieron como parte de las Fuerzas Armadas de Croacia en Bleiburg. En Yugoslavia, su padre pasó más de 15 años de prisión por posesión de arma de fuego ilegal.
Murió en Zagreb en 2013. Tenía 76 años.